# Synagoge (Phalsbourg)

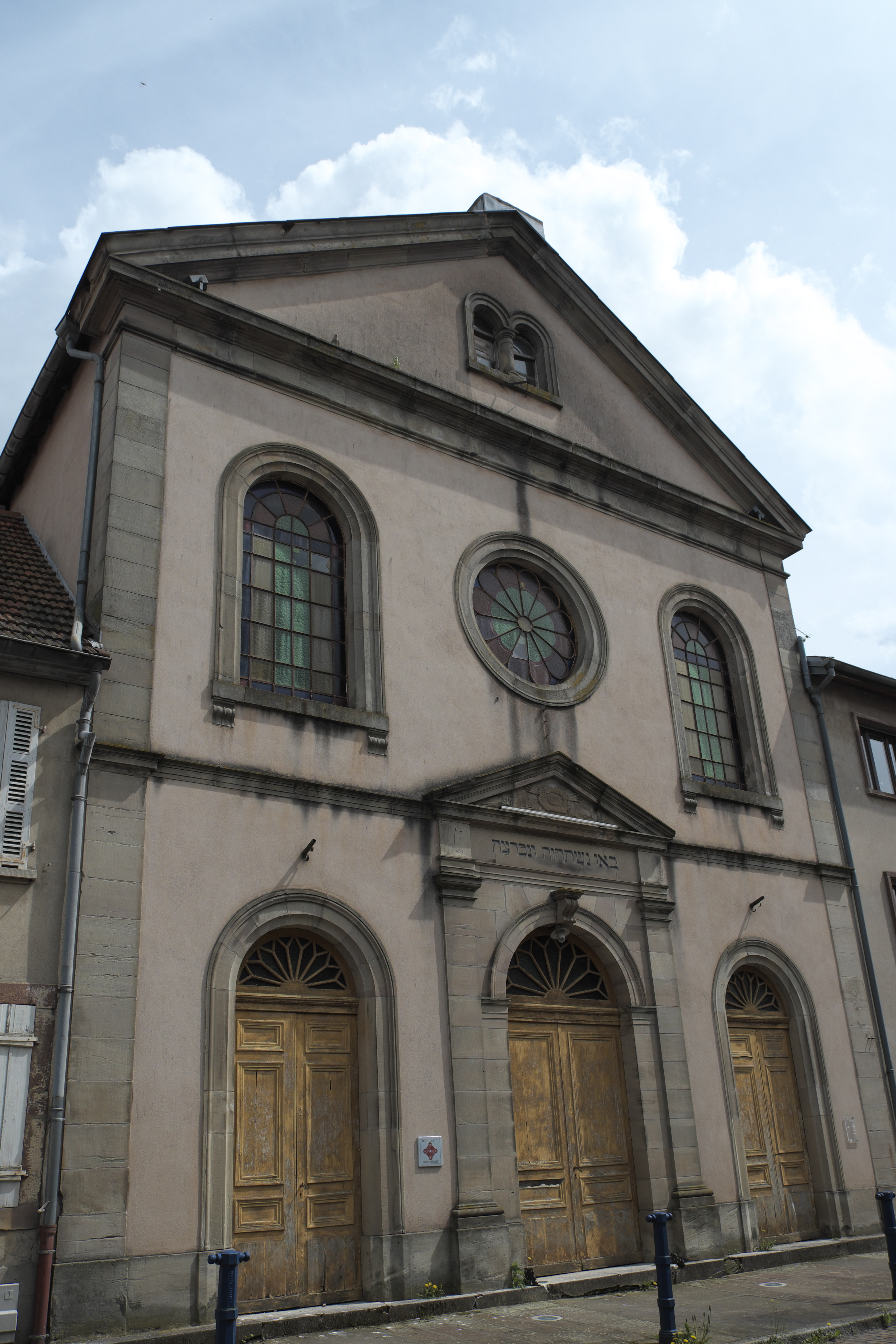
Synagoge in Phalsbourg

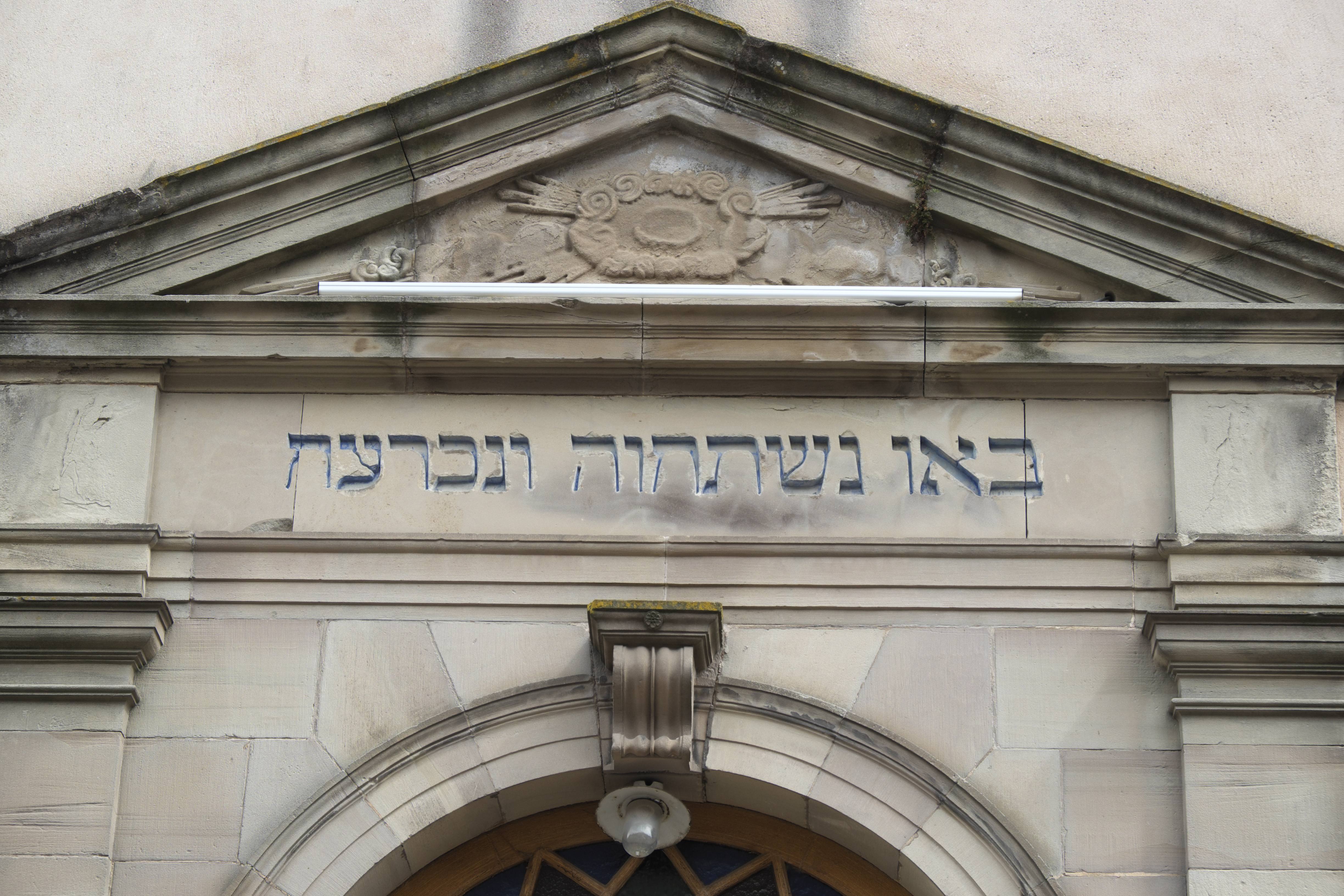
Inschrift über dem Portal, Psalm 95, Teil von Vers 6
בֹּ֭אוּ נִשְׁתַּחֲוֶ֣ה וְנִכְרָ֑עָה
Kommt, laßt uns anbeten und knien und niederfallen vor dem HERRN, der uns gemacht hat.

Die Synagoge in Phalsbourg, einer französischen Stadt im Département Moselle in der historischen Region Lothringen, wurde 1772 errichtet. Die Synagoge an der 16, rue Alexandre-Weil ist seit 1906 als Baudenkmal (Monument historique) geschützt.
Die jüdische Gemeinde in Phalsbourg weihte die umgebaute Synagoge am 10. September 1857 erneut ein. Seit den 1970er Jahren gibt es in Phalsbourg keine jüdische Gemeinde mehr.